# افكان (جزين)
افکان (بالفارسية: افکان) هي مستوطنة تقع في إيران في قسم جزين الريفي. يقدر عدد سكانها بـ 17 نسمة بحسب إحصاء 2016.